# Hemnes
Hemnes è un comune norvegese della contea di Nordland.

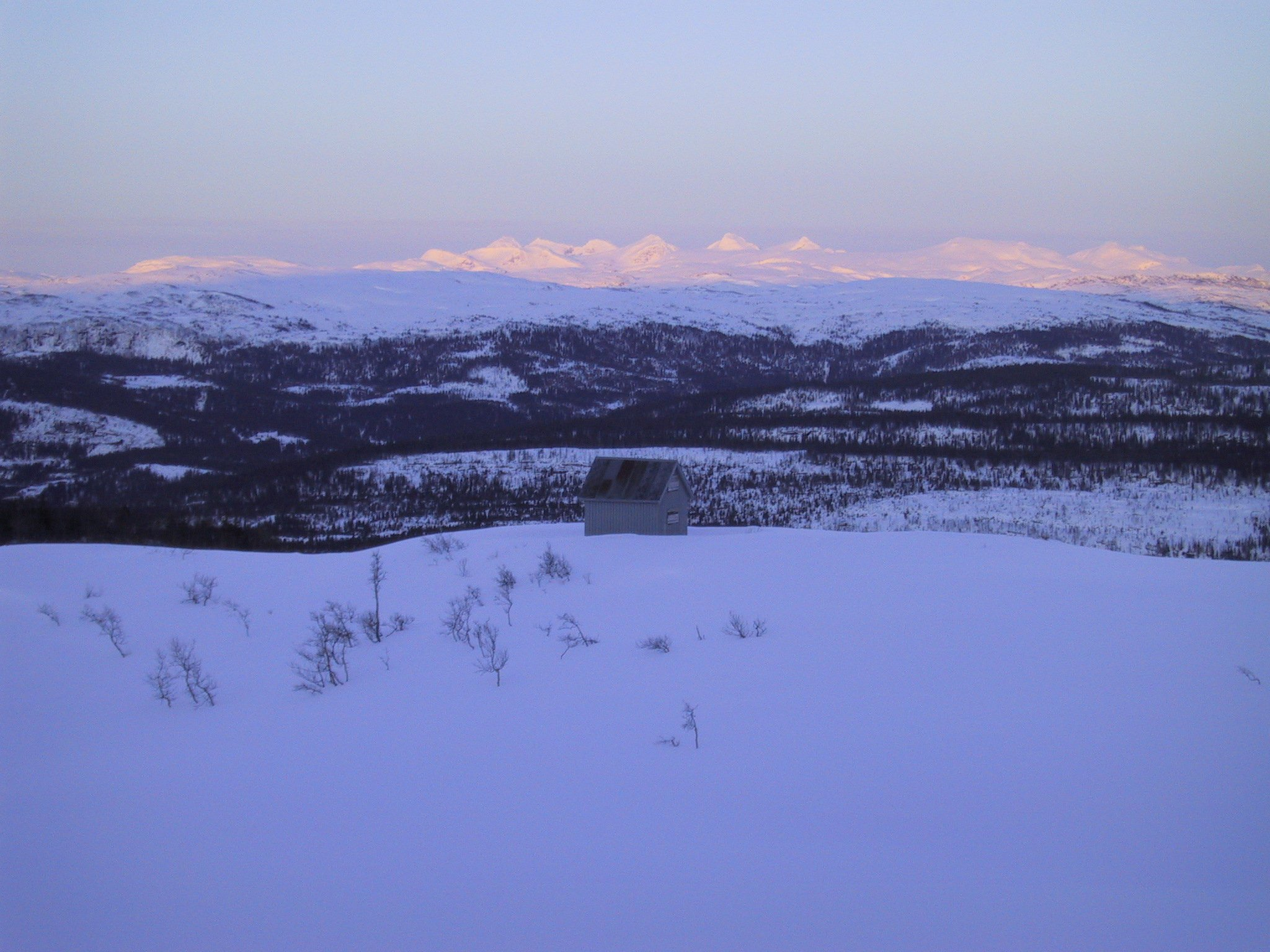
L'Oksskolten, il monte più alto della regione di Nord-Norge.

## Villaggi
- Bjerka